# Sulcarius fontinalis
Sulcarius fontinalis là một loài tò vò trong họ Ichneumonidae.